# Dominique André
Pour les autres membres de la famille, voir Famille André.
Dominique-Isabeau André (14 septembre 1766 - 9 février 1844) est un important banquier et industriel du début du XIXe siècle. 

## Biographie
Appartenant à une lignée de banquiers protestants du Vivarais, historiquement établie à Nîmes, Dominique André est né à Lyon en 1766 de Jean André (1734-1794), négociant à Nîmes et banquier à Gênes, président du Tribunal de commerce de Nîmes, mort guillotiné, et de Magdeleine Devillas. Après des études à Neuchâtel, il est allé à Gênes, où il a participé aux affaires familiales avant d'en prendre la direction. En 1793, il épouse Mira Rivet, fondatrice du pensionnat de jeunes-filles de l'Église réformée de Paris (97 rue de Reuilly) en 1819 et fille du négociant David Rivet de Sabatier. En 1799, la famille s'est établie à Paris.
En 1808 Dominique André s'est associé avec François Cottier, futur régent de la Banque de France pour créer la maison André & Cottier. Initialement établissement de négoce (coton, soieries, riz, tabac, épice), André & Cottier est progressivement devenue une banque importante de la place de Paris .
André & Cottier a participé à la création de la Caisse d'épargne et de prévoyance de Paris, de la Compagnie d'assurance La Royale, de l'Union vie, et de la Compagnie des quatre canaux. La société a été chargée de la réalisation de l'opération du Nouveau Quartier Poissonnière à Paris, dont la création de la rue Lafayette, secteur délimité par la rue du Faubourg-Poissonnière, la rue de Dunkerque, la rue du Faubourg-Saint-Denis et la rue de Chabrol (noms actuels) limites correspondant sensiblement aux limites des terrains de l'enclos Saint-Lazare.
En 1820, Dominique André a investi dans la Manufacture de porcelaine de Foecy, dont la production eut un vif succès dans les années du milieu du dix-neuvième siècle.
Il fut membre du comité philhellène de Paris.
Il a joué un rôle important dans la communauté protestante, notamment en tant que membre du Consistoire central de l'Église réformée de France.
Parmi ses enfants, on note Jean André (1793-1850), Louis André (1800-1861) et Ernest André (1803-1864).
Dominique André est mort à Paris le 9 février 1844.

## Sources
- Virginie Monnier, Edouard André, Les Éditions de l'Amateur, Paris, 2006.
- André, Impr. de Kugelmann[3]